# Didn't We Almost Have It All
"Didn't We Almost Have It All" è il secondo singolo di Whitney Houston ad essere estratto dal suo secondo album Whitney. Inizialmente era stato previsto che la seconda canzone estratta dall'album sarebbe stata "For The Love Of You", che era già entrata nella rotazione radiofonica. Soltanto all'ultimo momento la Arista Records preferì commercializzare "Didn't We Almost Have It All", tant'è che la copertina utilizzata nel singolo era stata prevista per "For The Love Of You".

## Tracce
1. Didn't We Almost Have It All - 4:34
2. Shock Me - Whitney Houston & Jermaine Jackson - 4:24

## Classifiche
| Classifica (1987) | Posizione massima |
| ----------------- | ----------------- |
| Australia         | 27                |
| Germania          | 20                |
| Regno Unito       | 14                |
| Stati Uniti       | 1                 |
| Svezia            | 18                |